# (28808) Ananthnarayan
(28808) Ananthnarayan est un astéroïde de la ceinture principale.

## Description
(28808) Ananthnarayan est un astéroïde de la ceinture principale d'astéroïdes. Il fut découvert le 28 avril 2000 à Socorro (Nouveau-Mexique) par le projet LINEAR. Il présente une orbite caractérisée par un demi-grand axe de 2,60 UA, une excentricité de 0,06 et une inclinaison de 4,3° par rapport à l'écliptique.

## Compléments